# Gen nhảy

Đoạn DNA có thể bị "cắt" rồi chuyển vị trí, làm một gen hoặc cụm gen ở đó "nhảy" rồi chèn sang chỗ khác.

Gen nhảy là một đoạn DNA hoặc bản sao của nó di chuyển vị trí trong hệ gen mà không có sự trao đổi lại (xem hình)., , 
Nguồn gốc thuật ngữ này từ tiếng Anh là "jumping gene", do nhà nữ di truyền học Hoa Kỳ Barbara McClintock đề xuất vào khoảng những năm 1940-1945, sau những nghiên cứu của bà tại Phòng thí nghiệm Cold Spring Harbor ở New York, mà bà vốn gọi là Transposable Element (phát âm IPA: /trænsˈpəʊzəbl ˈɛlɪmənt/, viết tắt: TE, nghĩa Việt: nhân tố di động). Ban đầu, hầu hết các nhà di truyền học nghi ngờ khám phá của McClintock. Tuy nhiên, trong nhiều năm sau, người ta đã chứng minh là hiện tượng đó không chỉ có thật, mà còn tồn tại rất phổ biến ở hầu hết tất cả các loài sinh vật (cả sinh vật nhân sơ và sinh vật nhân thực) với tỉ lệ cao. Chẳng hạn, đến năm 1996, SanMiguel cho biết các TE chiếm khoảng 50% bộ gen người và tới 90% bộ gen ngô. Bởi thế, mãi hơn 40 năm sau phát hiện (năm 1983), bà McClintock mới được nhận giải Nobel về các thành tựu của mình.
Trong các tài liệu khoa học hiện đại, TE còn được gọi bằng nhiều tên khác nữa như tóm tắt ở bảng sau, nhưng đều có nội hàm như trên., 
| Tiếng Anh            | Tiếng Việt                               |
| -------------------- | ---------------------------------------- |
| Jumping gene         | Gen nhảy                                 |
| Mobile gene          | Gen di động                              |
| Mobile element       | Nhân tố di động                          |
| Transposon           | Nhân tố chuyển vị hoặc phần tử chuyển vị |
| Transposable Element | Nhân tố (có thể) chuyển vị               |

Trong các tên gọi trên, thì không thể khẳng định tên gọi nào là đúng hơn cả; nhưng tên gọi bằng tiếng Anh: transposon (phát âm tiếng Anh: /transˈpəʊzɒn/, tiếng Việt: /tran-pô-zôn/) hay nhân tố chuyển vị được dùng phổ biến và ít gây tranh cãi hơn cả.

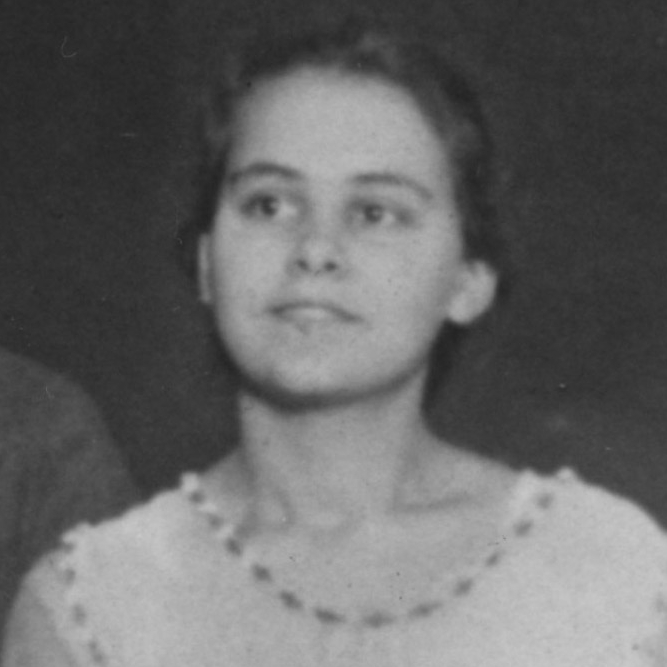
Barbara McClintock hồi khoảng 12 tuổi (cắt từ ảnh gia đình).

Nội hàm của các thuật ngữ trên (gen nhảy/nhân tố di động/gen di động/phần tử chuyển vị) đều dùng để chỉ hiện tượng một gen hay nhiều gen cùng một cụm có thể chuyển đổi vị trí của nó từ DNA này sang DNA khác, mà không do trao đổi chéo giữa các nhiễm sắc thể tương đồng trong giảm phân, nghĩa là không phải tái tổ hợp tương đồng. Kết quả là một phần hoặc toàn bộ một hệ gen được cấu trúc lại (recombination tức tái tổ hợp), trong đó lô-cut gen bị chuyển đổi hoặc bị mất, đôi khi tạo đột biến nghịch hoặc dẫn đến sự trùng lặp chuỗi nuclêôtit hoặc có thể thay đổi kích thước hệ gen, do đó có thể dẫn đến tái tổ hợp không tương đồng.
Trong tiếng Việt hiện nay, thuật ngữ "gen nhảy" được dùng phổ biến nhất, vì nó dễ hiểu ngay đối với người nhập môn, mặc dù chưa được xem là thuật ngữ hoàn chỉnh. Thuật ngữ này cần phân biệt với thuật ngữ gen hoán vị, mặc dù cả hai đều chỉ sự thay đổi vị trí gen.
Các thành tựu nghiên cứu về gen nhảy gắn liền với tên tuổi của Barbara McClintock, nhà nữ khoa học duy nhất đến nay một mình đoạt một giải Nobel. (Xem chi tiết ở trang Barbara McClintock).

## Khái niệm chung

### Lược sử phát hiện
- Cho đến những năm 1940, theo học thuyết di truyền nhiễm sắc thể, thì nhân tố di truyền mà Mendel gọi chính là gen, chiếm các lô-cut gen nhất định trên nhiễm sắc thể và trình tự "xếp hàng" của chúng trên nhiễm sắc thể là ổn định, đồng thời "hàng ngũ" gen này được truyền cho thế hệ sau hầu như không đổi, trừ trường hợp có gen hoán vị. Thậm chí, ngay cả khi gen hoán vị, thì các gen cũng chỉ đổi chỗ cho nhau từ nhiễm sắc tử (chromatid) này sang nhiễm sắc tử khác là nhiễm sắc tử chị em hoặc không chị em và ngược lại, mà lô-cut gen coi như không đổi (xem chi tiết ở trang gen hoán vị).

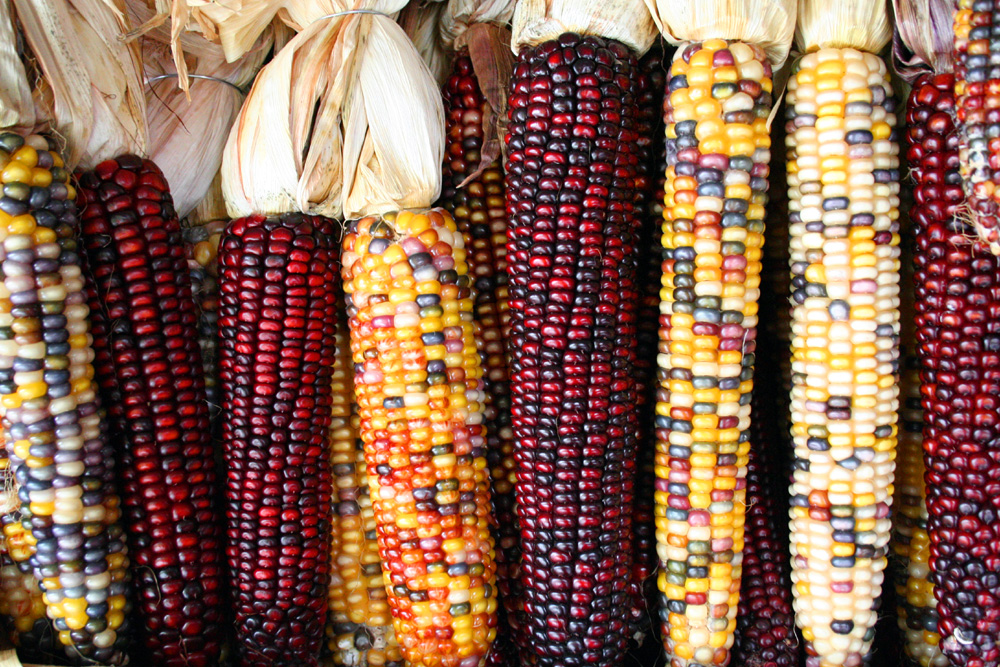
Ảnh chụp các dạng màu "khảm" của các hạt ngô trên các bắp ngô cùng loài.

- Tuy nhiên, vào khoảng giữa thập niên 1940, khi Barbara McClintock nghiên cứu cơ chế hình thành các loại màu ở hạt ngô, bà thấy:
  - Ngoài các màu phổ biến là: cam và trắng, thì hạt của cây ngô (Zea mays) có rất nhiều màu khác nhau.[12]
  - Nhiều hạt trên cùng một bắp ngô không chỉ có màu khác nhau, mà còn lại "khảm" khác nhau.
  - Nếu xem mỗi dạng "khảm" là một kiểu hình, thì số lượng các kiểu hình này quá nhiều so với quy luật Mendel và các gen quy định chúng di truyền không hề ổn định như quy luật Mendel và học thuyết di truyền nhiễm sắc thể đã chỉ ra.[13]

Do đó, bà giả định rằng các gen quy định màu hạt ngô đã chuyển đổi vị trí - gọi tắt là chuyển vị (transposition), hay gọi một cách khác là nó đã "nhảy" từ lô-cut này sang lô-cut khác trong bộ gen (genome). Hiện tượng này cũng là tái tổ hợp gen, nhưng không có trao đổi tương hỗ, nên gọi là tái tổ hợp không tương đồng.
- Bà đã xác định được hai lô-cut di truyền trội và tương tác mới mà bà đặt tên là Dissociation (yếu tố phân ly, viết tắt: Ds) và Activator (yếu tố hoạt hóa, viết tắt: Ac). Bà phát hiện ra rằng Ds (dissociation) không chỉ tách rời hoặc làm đứt nhiễm sắc thể, mà còn có một loạt các hiệu ứng trên các gen lân cận khi Ac (activator) cũng có mặt, trong đó bao gồm một số đột biến ổn định. Đầu năm 1948, bà đã có phát hiện ngạc nhiên rằng cả Dissociation và Activator đều có thể chuyển vị (transpose), nghĩa là chúng thay đổi vị trí trên nhiễm sắc thể. Bà đã quan sát thấy hiệu ứng của sự chuyển vị của Ac và Ds bằng cách thay đổi các mô hình tạo màu trong hạt ngô qua các thế hệ được kiểm soát chéo, và mô tả mối quan hệ giữa hai lô-cut thông qua phân tích dữ liệu phức tạp thu được dưới kính hiển vi. Từ đó, bà kết luận rằng Ac kiểm soát sự chuyển vị của Ds từ nhiễm sắc thể số 9, và sự di chuyển của Ds đi kèm với sự đứt nhiễm sắc thể này. Khi Ds chuyển vị, gen kiểm soát prôtêin aleurone sắc tố được giải phóng khỏi hiệu ứng ức chế từ Ds và gen này ở dạng bất hoạt lại trở thành dạng hoạt động được, dẫn đến khởi động tổng hợp sắc tố trong tế bào. Sự chuyển vị của Ds trong các kiểu gen khác nhau là ngẫu nhiên, ở một số này thì có chuyển vị còn một số thì không, kết quả là tạo ra kiểu hình khảm rất phong phú ở hạt ngô. Kích thước đốm màu trên hạt được quy định bởi giai đoạn phát triển của hạt trong quá trình phân ly. McClintock cũng tìm thấy sự vận động của Ds được xác định bởi số lượng bản sao của Ac trong tế bào.[14]
- Năm 1948, Barbara McClintock chính thức công bố kết quả đầu tiên. Sau đó, đến năm 1950 tóm tắt dữ liệu của mình về hai TE (nhân tố di động) đầu tiên tìm thấy mà bà gọi là Ac và Ds - như đã giới thiệu trên - đăng trên tờ báo khoa học "PNAS Classic Article-1950" với nhan đề "The origin and behavior of mutable loci in maize" (Nguồn gốc và hoạt động của các lô-cut locus có thể biến đổi ở cây ngô".[15] Tuy nhiên không ai tin. Mãi hơn 20 năm sau, các nhà khoa học Hoa Kỳ mới khẳng định được điều này, nên hơn 20 năm sau, Huân chương Khoa học Quốc gia (Hoa Kỳ) năm 1970 mới trao cho bà; và hơn 10 năm tiếp theo nữa (năm 1983) bà mới được nhận giải Nobel về Sinh lý học và Y khoa, lúc đó đã ở tuổi 80.[16]

### Khái niệm cơ bản
- Trong thật ngữ Transposable Element (nhân tố chuyển vị) mà Barbara McClintoc đề xuất, người ta cho rằng: bà không dùng từ "gen" lúc đó rất phổ biến dù khoa học đương thời chưa biết bản chất (mô hình DNA mãi đến năm 1953 mới công bố trên tạp chí Nature), mà lại dùng từ "element" vốn là của Mendel, bởi vì phần tử này không trực tiếp quy định tính trạng nào theo quan niệm lúc đó.[17], [6], [18]
- Trong hiện tượng TE (transposable element) có quá trình tổ hợp lại (recombination) bộ gen, nhưng không có trao đổi kiểu "có trao, có nhận" nên gọi là tái tổ hợp không tương đồng.
- Ngày nay, những bước tiến vượt bậc trong Sinh học phân tử đã dẫn đến việc khám phá ra nhân tố chuyển vị (transposon) trong rất nhiều loài sinh vật khác, kể từ virut đến cả loài người. Hiện giờ, người ta đã khám phá ra rằng transposons hợp thành khoảng 85% bộ gen của cây ngô và khoảng 44% hoặc hơn nữa bộ gen của người.(SanMiguel, 1996).[19], [20]

## Các loại TE
Sau khi công trình của McClintock được công nhận trên toàn thế giới, một bước tiến vĩ đại trong di truyền học cũng như sinh học phân tử đã diễn ra. Các nhà khoa học biết thêm nhiều loại TE (nhân tố di động) khác nhau và có các cách phân loại khác nhau. Một trong những cách phân loại phổ biến là chia thành 2 lớp:
- Lớp I (Class I TE) hoặc retrotransposon thường hoạt động thông qua phiên mã ngược rồi mới chèn (còn gọi là copy & paste). Tên gọi retrotransposon này đã được dịch là nhân tố chuyển vị ngược.
- Lớp II (Class II TE) hoặc transposon DNA mã hóa transposase (enzym trans-pô-za-za) và một số loại prôtêin khác, cần hoạt động cắt và chèn (còn gọi là cut & paste). Hệ thống Ac / Ds mà McClintock phát hiện thuộc lớp này. Tên gọi transposon DNA này đã được dịch là nhân tố chuyển vị DNA.

### TE lớp I
Đây là nhóm các TE cần sao ngược (RNA phiên thành DNA) để chuyển vị, tên gốc tiếng Anh là retrotransposon (phát âm Quốc tế: /retrōtransˈpōˌzän/), dịch sang tiếng Việt là nhân tố chuyển vị ngược.
Sự chuyển vị ngược (retrotransposition) cần enzym sao ngược, qua đó tạo ra bản sao của phần tử chuyển vị ở vị trí mới, còn phần tử ban đầu (gọi là phân tử cho) vẫn giữ nguyên cấu trúc, không biến đổi. Do vậy, chuyển vị ngược tạo nên ít đứt đoạn cũng như ít tái cấu trúc của bộ gen tế bào. Ở người và nhiều động vật, các biến đổi của bộ gen do chuyển vị ngược dẫn đến bất hoạt hoặc hoạt hoá gen tương ứng tiềm ẩn nguy cơ gây ung thư. Ở vi khuẩn, quá trình này góp phần tích cực trong tiến hoá của chúng, vì đã được xác định là tạo ra gen chống thuốc kháng sinh.
Xem chi tiết hơn về lớp này ở trang Nhân tố chuyển vị ngược.

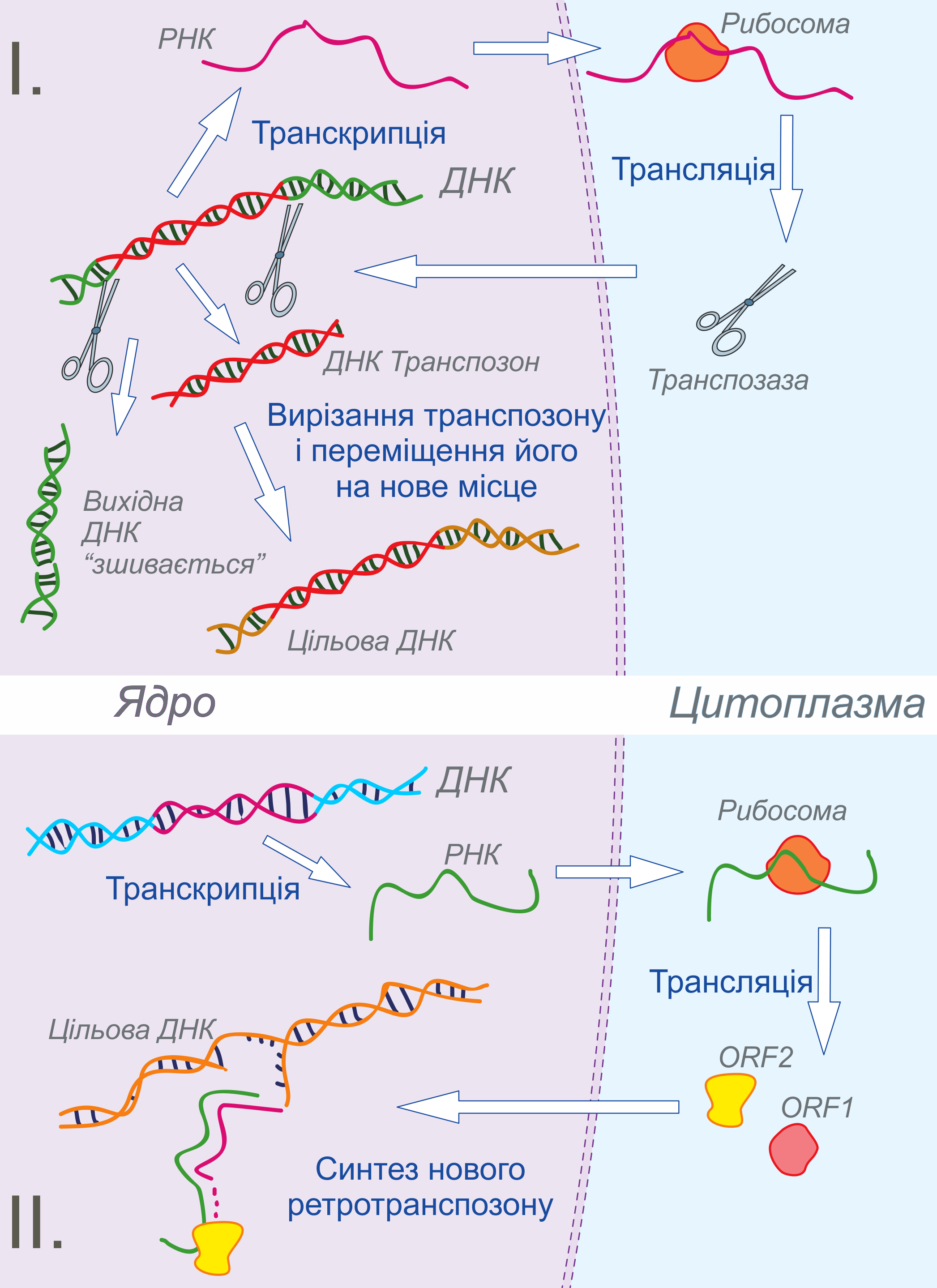
Hình 4: I = Gen nhảy (транспозони) - có cái kéo.
II=Chuyển vị ngược (ретротранспозония)-có sao ngược.

### TE lớp II
Đây là nhóm các TE transposon trước hết phải bị cắt, sau đó kết nối (gắn) vào vị trí khác gọi là vị trí đích (target site) trên DNA khác (gọi là DNA mục tiêu) theo kiểu chèn vào giữa DNA này. Do đó, quá trình này cần enzym chuyển vị transposase. Quá trình này mà xảy ra ở vi khuẩn, thì khác hẳn con đường RecBCD, là con đường luôn cần RecA: xem chi tiết ở trang RecBCD.
Phát hiện của Barbara McClintock ở ngô đã cho thấy NST số 9 bị đứt ở cánh ngắn tại điểm xác định, rồi chuyển vị sang nơi khác là thuộc nhóm này. Chính hoạt động của nhóm này - như đã nghiên cứu gần suốt 30 năm qua - mang lại những hiểu biết quan trọng trong tái tổ hợp gen mới là gen nhảy thực sự.
Hình 4 minh hoạ tóm tắt những nét chính trong hoạt động của 2 lớp này (hình lấy từ gốc của Siomi MC, Sato K, Pezic D, Aravin A) được dịch từ tiếng Ucraina.
- Hình 4.I (phía trên) là транспозония (chuyển vị) có cái kéo tượng trưng cho enzym trans-pô-za-za.
- Hình 4.II (phía dưới) là ретротранспозония (chuyển vị ngược) có sao ngược RNA thành DNA, rồi DNA này mới chèn vào vị trí khác.
* * * *
Tóm lại: Gen nhảy (jumping gene) là gen bị cắt một cách tự nhiên, rồi chuyển vị sang nơi khác trong bộ gen (transposon), hoặc là gen mà bản sao ngược của nó chuyển vị (retrotransposon) còn nó vẫn không đổi.